# Pelargonium abrotanifolium
Pelargonium abrotanifolium gehört zur Gattung Pelargonium innerhalb der Familie der Storchschnabelgewächse (Geraniaceae). Die Art wurde erstmals von Linné im Jahr 1781 als Geranium abrotanifolium beschrieben.

## Beschreibung

### Vegetative Merkmale
Die Art wächst mit als aufrechter oder mit aufgerichtetem Ende kriechender Halbstrauch mit fleischigen Wurzeln und schlanken Trieben. Es werden Wuchshöhen von bis zu 100 Zentimeter erreicht. Die grau-grünen und drüsigen Blätter besitzen einen relativ langen und ausdauernden Blattstiel. Die Spreite ist normalerweise 3- bis 5-fach geteilt, wobei jedes Segment wiederum in 3 oder mehr linealische Lappen unterteilt ist. 

### Generative Merkmale
Der Blütenstand ist verzweigt und jeder Teilblütenstand trägt 2 bis 5 Einzelblüten. Der Blütenstiel ist kurz und der Blütenbecher ist rot gefärbt. Die grünen Kelchblätter haben weiße oder rosafarbene Ränder. Von den fünf weiß, rosa oder malvenfarbenen Kronblättern sind die beiden oberen zusammengruppiert, spatelig geformt und haben rote oder purpurne federartige Markierungen. Die unteren drei Kronblätter sind verkehrt eiförmig und basal um 60° zurückgebogen. Es sind sieben fertile Staubblätter in drei unterschiedlichen Längen vorhanden.

## Vorkommen
Pelargonium abrotanifolium kommt aus den südafrikanischen Provinzen Nordkap, Westkap, Ostkap und Freistaat.

## Taxonomie
Die Erstbeschreibung erfolgte 1781 durch Carl von Linné dem Jüngeren. Nikolaus Joseph von Jacquin stellte die Art 1797 in die Gattung Pelargonium.
Die Art gehört zur Sektion Reniformia Knuth. Sie wird in der Roten Liste der gefährdeten Pflanzenarten Südafrikas als „Least Concern“ = „nicht gefährdet“ bewertet.

## Nachweise